# Plougoumelen
Plougoumelen település Franciaországban, Morbihan megyében. Lakosainak száma 2599 fő (2022. január 1.). Plougoumelen Pluneret, Plumergat, Plescop, Ploeren, Baden és Le Bono községekkel határos.

## Népesség
A település népességének változása:
| Lakosok száma | 729  | 1357 | 1544 | 2200 | 2473 | 2471 | 2439 | 2522 | 2599 | 2599 |
|               | 1968 | 1982 | 1990 | 2006 | 2013 | 2015 | 2017 | 2019 | 2020 | 2022 |